# Родріго Морено Мачадо
Родріго Морено Мачадо (ісп. Rodrigo Moreno Machado; нар. 6 березня 1991, Ріо-де-Жанейро) — іспанський футболіст бразильського походження, нападник катарського клубу «Ер-Раян» і національної збірної Іспанії. Двоюрідний брат інших футболістів Тьяго Алькантари і Рафіньї.

## Клубна кар'єра

### Ранні роки
Народився 6 березня 1991 року в місті Ріо-де-Жанейро. Розпочав займатись футболом 2002 року у місцевому клубі «Фламенгу», проте вже наступного року потрапив в академію іспанського клубу «Урека», а у 2007 році став навчатись в кантері клубу «Сельта Віго».

### Реал
2009 року потрапив в структуру мадридського «Реалу» і розпочав виступи у клубі «Реал Мадрид С», що є третім складом основної команди. Потім бразилець перейшов в «Кастілью», де провів один сезон, забивши 5 голів в 18 матчах.

### Бенфіка

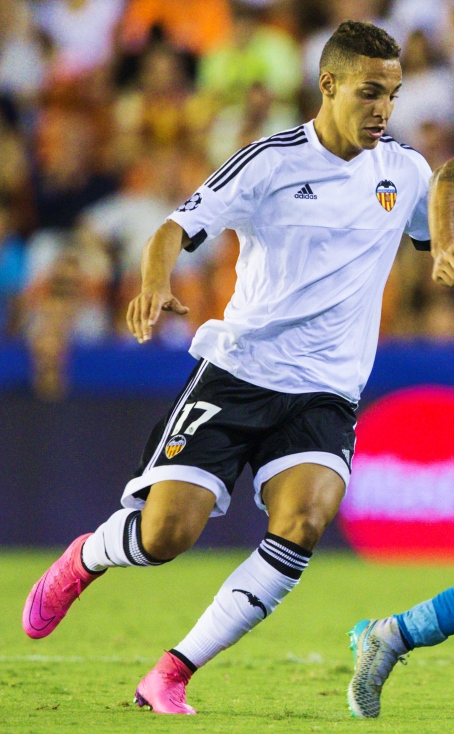
Родріго під час виступів за «Валенсію». 16 вересня 2015 року.

31 липня 2010 року Родріго перейшов в «Бенфіку», підписавши контракт на 5 років. Сума трансферу склала 6 млн євро. Вона увійшла в суму по переходу в стан мадридців Анхеля Ді Марії. За договором між командами «Реал» мав право викупити трансфер форварда назад за 12 млн євро протягом двох років, якщо на те буде бажання «Королівського клубу». У тому ж році, 31 серпня, Родріго був орендований англійським клубом «Болтон Вондерерз». Причиною трансферу стала неможливість португальської команди гарантувати нападнику ігрову практику. 21 вересня він дебютував у складі команди у матчі Кубка ліги проти «Бернлі». 24 жовтня форвард зіграв свій перший матч у чемпіонаті Англії проти «Вігана». 5 січня 2011 року Родріго забив перший м'яч за «Болтон», вразивши ворота того ж «Вігана». Цей гол став єдиним для Родріго в сезоні, в якому він зіграв 20 зустрічей.
По закінченні сезону Родріго повернувся в «Бенфіку», незважаючи на бажання «Болтона», який запропонував викупити нападника за 4 млн євро. Тоді ж лісабонський клуб став повністю володіти трансфером гравця: можливість викупу «Реалом» контракту форварда була включена в угоду в рамках переходу в стан «Королівського клубу» Фабіу Коентрау. Однак 8 лютого 2012 мадридці спробували викупити трансфер Родріго, але їм було відмовлено. У сезоні 2011/12 іспанець став гравцем основи клубу, склавши зв'язку форвардів разом із Оскаром Кардосо, витіснивши з основи Ноліто. Всього у складі португальського клубу провів наступні три роки своєї кар'єри гравця. Більшість часу, проведеного у складі «Бенфіки», був основним гравцем атакувальної ланки команди і одним з головних бомбардирів команди, маючи середню результативність на рівні 0,41 голу за гру першості.

### Валенсія
23 липня 2014 року Родріго разом з одноклубником Андре Гомешом був орендований до кінця сезону «Валенсією». Форвард за рік забив лише 3 голи у 31 матчі чемпіонату, тим не менш 15 червня 2015 року «кажани» викупила права на футболіста за 30 млн євро. Контракт був підписаний до кінця червня 2019 року.
Відтоді регулярно виходив на поле у складі валенсійської команди, проте мав проблеми з результативністю. По-справжньому проявляти себе у завершальних стадіях атаки почав по ходу сезону 2017/18, в якому забив за валенсійську команду 19 голів у 44 матчах в різних змаганнях.

### Лідс
Влітку 2020 року Родріго Морено за 30 мільйонів євро перейшов до «Лідс Юнайтед».

## Виступи за збірні
2010 року дебютував у складі юнацької збірної Іспанії. Разом з нею дійшов до фіналу юнацького чемпіонату Європи 2010. У вирішальній зустрічі проти Франції Родріго відкрив рахунок голам у матчі, але потім французи забили два м'ячі і виграли турнір. Всього взяв участь у 16 іграх на юнацькому рівні, відзначившись 9 забитими голами.
Протягом 2011—2013 років залучався до складу молодіжної збірної Іспанії. 2011 року Родріго грав на молодіжному чемпіонаті світу, де забив 3 голи. А його команда дійшла до чвертьфіналу, де програла пенальті майбутнім чемпіонам, бразильцям. Всього на молодіжному рівні зіграв у 16 офіційних матчах, забив 15 голів.
2012 року захищав кольори олімпійської збірної Іспанії на Олімпійських іграх 2012 року у Лондоні, а наступного року у складі збірної до 21 року став переможцем молодіжного Євро-2013.
3 жовтня 2014 року був вперше включений до списку з 23 гравців, обраних головним тренером збірної Іспанії Вісенте дель Боске на матчі відбору до Євро-2016 проти Словаччини і Люксембургу. Дебютував Родріго 12 жовтня в другому матчі, замінивши  Дієго Косту на 82-й хвилині і через 6 хвилин віддав результативну передачу на іншого дебютанта «фурії рохи» Хуана Берната, який встановив остаточний рахунок матчу — 4:0.
Наступного виклику до національної збірної Родріго довелося чекати три роки — 6 жовтня 2017 року він вийшов у стартовому складі команди на матч відбору до чемпіонату світу 2018 проти Албанії, у ворота якої й забив свій дебютний гол за збірну Іспанії.
У травні 2018 року гравець, що на той час мав в активі лише 4 гри і 2 голи за національну команду, був включений до її заявки для участі у тогорічному чемпіонаті світу в Росії.
| Дата       | Місто           | Господарі  | Результат             | Гості                | Турнір                               | Голи | Примітки |
| ---------- | --------------- | ---------- | --------------------- | -------------------- | ------------------------------------ | ---- | -------- |
| 12-10-2014 | Люксембург      | Люксембург | 0 – 4                 | Іспанія              | Відбір до ЧЄ 2016                    | -    | 82'      |
| 6-10-2017  | Аліканте        | Іспанія    | 3 – 0                 | Албанія              | Відбір до ЧС 2018                    | 1    | 82'      |
| 14-11-2017 | Санкт-Петербург | Росія      | 3 – 3                 | Іспанія              | товариський матч                     | -    |          |
| 23-3-2018  | Дюссельдорф     | Німеччина  | 1 – 1                 | Іспанія              | товариський матч                     | 1    | 66'      |
| 3-6-2018   | Вільярреал      | Іспанія    | 1 – 1                 | Швейцарія            | товариський матч                     | -    | 60'      |
| 9-6-2018   | Краснодар       | Іспанія    | 1 – 0                 | Туніс                | товариський матч                     | -    | 60'      |
| 20-6-2018  | Казань          | Іран       | 0 – 1                 | Іспанія              | ЧС 2018 - груповий етап              | -    | 89'      |
| 25-6-2018  | Калінінград     | Іспанія    | 2 – 2                 | Марокко              | ЧС 2018 - груповий етап              | -    | 84'      |
| 1-7-2018   | Москва          | Іспанія    | 1 – 1 д.ч. (3-4 п.п.) | Росія                | ЧС 2018 - 1/8 фіналу                 | -    | 104'     |
| 8-9-2018   | Лондон          | Англія     | 1 – 2                 | Іспанія              | Ліга націй УЄФА 2018-2019 - 1-й етап | 1    |          |
| 11-9-2018  | Ельче           | Іспанія    | 6 – 0                 | Хорватія             | Ліга націй УЄФА 2018-2019 - 1-й етап | 1    |          |
| 11-10-2018 | Кардіфф         | Уельс      | 1 – 4                 | Іспанія              | товариський матч                     | -    | 81'      |
| 15-10-2018 | Севілья         | Іспанія    | 2 – 3                 | Англія               | Ліга націй УЄФА 2018-2019 - 1-й етап | -    | 72'      |
| 15-11-2018 | Загреб          | Хорватія   | 3 – 2                 | Іспанія              | Ліга націй УЄФА 2018-2019 - 1-й етап | -    | 61'      |
| 18-11-2018 | Лас-Пальмас     | Іспанія    | 1 – 0                 | Боснія і Герцеговина | товариський матч                     | -    | 64'      |
| 23-3-2019  | Валенсія        | Іспанія    | 2 – 1                 | Норвегія             | Відбір до ЧЄ 2020                    | 1    |          |
| 26-3-2019  | Мдіна           | Мальта     | 0 – 2                 | Іспанія              | Відбір до ЧЄ 2020                    | -    | 79'      |
| 10-6-2019  | Мадрид          | Іспанія    | 3 – 0                 | Швеція               | Відбір до ЧЄ 2020                    | -    | 71'      |
| 5-9-2019   | Бухарест        | Румунія    | 1 – 2                 | Іспанія              | Відбір до ЧЄ 2020                    | -    | 71'      |
| 8-9-2019   | Хіхон           | Іспанія    | 4 – 0                 | Фарерські острови    | Відбір до ЧЄ 2020                    | 2    |          |
| 12-10-2019 | Осло            | Норвегія   | 1 – 1                 | Іспанія              | Відбір до ЧЄ 2020                    | -    | 35'      |
| 15-10-2019 | Стокгольм       | Швеція     | 1 – 1                 | Іспанія              | Відбір до ЧЄ 2020                    | 1    | 66'      |
| 3-9-2020   | Штутгарт        | Німеччина  | 1 – 1                 | Іспанія              | Ліга націй УЄФА 2020—2021 - 1-й етап | -    |          |
| 7-10-2020  | Лісабон         | Португалія | 0 – 0                 | Іспанія              | товариський матч                     | -    | 46'      |
| 13-10-2020 | Київ            | Україна    | 1 – 0                 | Іспанія              | Ліга націй УЄФА 2020—2021 - 1-й етап | -    | 58'      |
| 11-11-2021 | Афіни           | Греція     | 0 – 1                 | Іспанія              | Відбір до ЧС 2022                    | -    | 57'      |
| 14-11-2021 | Севілья         | Іспанія    | 1 – 0                 | Швеція               | Відбір до ЧС 2022                    | -    | 59'      |
| 15-6-2023  | Енсхеде         | Іспанія    | 2 – 1                 | Італія               | Ліга націй УЄФА 2022—2023 - півфінал | -    | 46'      |
| Усього     |                 | Матчів     | 28                    |                      | Голів                                | 8    |          |

## Титули і досягнення

### Командні
- Чемпіон Португалії (1):

«Бенфіка»: 2013-14
- Володар Кубка Португалії (1):

«Бенфіка»: 2013-14
- Володар Кубка португальської ліги (2):

«Бенфіка»: 2011-12, 2013-14
- Володар Кубка Іспанії (1):

«Валенсія»: 2018-19
- Володар Кубка Еміра Катару (1):

«Аль-Гарафа»: 2025
Збірні
- Чемпіон Європи (U-21) (1):

Іспанія U-21: 2013
- Переможець Ліги націй УЄФА (1):

Іспанія: 2022-23